# ラホンタン湖

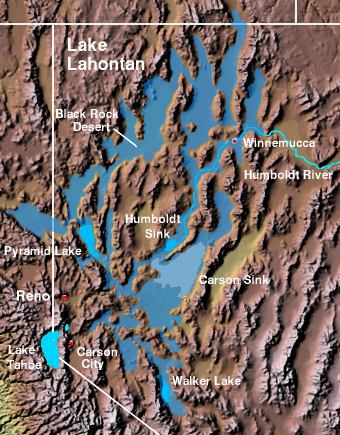
ラホンタン湖の推定地図

ラホンタン湖（ラホンタンこ、Lake Lahontan）は、氷期のグレートベースンにかつて存在していた巨大な内陸湖である。アメリカ合衆国ネバダ州北西部の大部分を覆い、カリフォルニア州北東部やオレゴン州南部にも伸びていた。およそ1万2700年前の最大だった時には20,700 km²の面積があった。湖の深さは現在のピラミッド湖の位置では約240m、ブラックロック砂漠では150mであった。
更新世の終わりごろの気候変化により、湖は次第に乾燥していった。およそ9千年前までに湖の大部分は消滅した。湖面の低下によって湖はいくつかの小さな湖に分かれ、その多くは急速に乾燥してプラヤになった。そのようなプラヤはブラックロック砂漠、カーソンシンク、フンボルトシンクなどがある。現在も湖として残っているのはピラミッド湖とウォーカー湖がある。ウィナマッカ湖は1930年代に干上がり、ハニー湖は定期的に干上がる。
かつてのラホンタン湖では、この湖の固有種ラホンタン・カットスロートトラウト(Lahontan cutthroat trout)－ネバダ州の州の魚－が、やはり固有種でコイ目のトゥイチャブ(Tui Chub)やサッカーフィッシュ(Catostomidae)の捕食者として食物連鎖の頂点にあった。このカットスロートトラウト(Cutthroat trout)の亜種は、かつてラホンタン湖に流入したグレートベースン内の河川の上流域に今日でも僅かに生き残り、20世紀に入ってからこの固有種が絶滅してしまったピラミッド湖やウォーカー湖へ再び移植された。